# Sénezergues
Sénezergues é uma comuna francesa na região administrativa de Auvérnia-Ródano-Alpes, no departamento de Cantal. Estende-se por uma área de 18 km². Em 2010 a comuna tinha 203 habitantes (densidade: 11,3 hab./km²).